# Немтинов, Григорий Иванович
Григорий Иванович Немтинов (около 1785—1862) — офицер Российского императорского флота, участник русско-турецкой войны 1828—1829 годов, осады Варны и Анапы. Георгиевский кавалер, капитан 1 ранга.

## Биография
Григорий Иванович Немтинов 2-й родился около 1785 года. 21 июля 1796 года поступил в Херсонский морской кадетский корпус кадетом. В 1798 году корпус был расформирован. Продолжил обучение в Черноморском штурманском училище, которое в 1800 году перевели в Николаев. 1 июня 1804 года произведён в гардемарины. Плавал между Николаевом и Севастополем. В 1805 году был направлен на линейный корабль «Святой Павел», который находился в Буюк-дере на ремонте. После ремонта корабль вернулся в Севастополь, где использовался как плавбатарея и брандвахта. В 1806—1812 годах ежегодно крейсировал в Чёрном море. 11 января 1807 года произведён в мичманы, 11 января 1812 года — в лейтенанты. В том же году командирован в Екатеринослав за рекрутами. В 1813 и 1814 годах находился при Севастопольском порте. В 1815—1818 годах ежегодно крейсировал в Чёрном море. В 1819 году на транспорте «Рион» плавал между Глубокой пристанью и Николаевом. В 1820 году назначен командиром транспорта «Николай», плавал у крымских берегов. В 1822—1825 годах командовал тем же транспортом в Азовском и Чёрном морях. 22 марта 1823 года произведён в капитан-лейтенанты. В 1825 году командовал транспортной флотилией при Керчи. В 1826 и 1827 годах командуя транспортом «Мария» плавал у берегов Крыма.
Участвовал в русско-турецкой войне 1828—1829 годов. В 1828 году командовал корветом «Язон». В составе эскадры вице-адмирала А. С. Грейга 21 апреля 1828 года вышел из Севастополя и 2 мая прибыл к Анапе, где присоединился к блокаде крепости с моря. С 29 мая по 2 июня уходил в Суджук-кале, после чего вновь вернулся к Анапе. С 18 июня конвоировал транспортные суда от Анапы к Одессе, после чего ушёл в Севастополь. 25 июня 1828 года «за отличие, оказанное при вырезке судов под Анапой», награждён орденом Святого Георгия 4 класса № 4147.
12 июля 1828 года на том же корабле вошёл в состав эскадры, идущей от Анапы к Варне. 28 июля принял в Варне больных с судов эскадры и ушёл с ними в Севастополь, где корабль встал на ремонт. 23 сентября доставил в Варну снаряды. Выходил в крейсерство к проливу Босфор c сентября по октябрь 1828 года, а к 16 ноября вернулся в Севастополь. Затем командовал фрегатом «Поспешный», находился в крейсерстве у румелийских берегов. 26 мая 1829 года назначен командиром 74-пушечного линейного корабля «Пимен». До октября 1829 года неоднократно выходил в крейсерство в составе эскадр и отрядов к проливу Босфор. 13 августа в составе отряда контр-адмирала И. И. Стожевского бомбардировал крепость Мидия и высадил десант, но ввиду превосходства противника в войсках десант был снят с берега. 17 августа в составе отряда вторично подошел к Мидии, обстрелял её и высадил десант, на этот раз взявший крепость. Находился при взятии городов Василько и Инада, при сожжении турецкого корабля и корвета при Пендераклии и при Акчесаре, участвовал в потоплении купеческих судов неприятеля у пролива Босфор. Награждён орденом Святой Анны 2 степени. 17 октября 1829 года вместе с эскадрой прибыл в Севастополь, 6 декабря произведён «за отличие» в капитаны 2-го ранга. В 1830 году в составе отряда принимал участие в перевозке десантных войск из портов Румелии в Черноморские порты.
В 1831 году принял командование над фрегатом «Диана», а затем фрегатом «Тенедос», участвовал в Абхазской экспедиции. 10 октября 1832 года произведён «за отличие» в капитаны 1-го ранга. В 1833 году, командуя кораблём «Анапа», перешёл из Севастополя в пролив Босфор на буюкдерский рейд, откуда перевёз десантные войска в Феодосию, и потом в той же эскадре плавал в Чёрном море. Награжден турецкой золотой медалью.
В 1834 и 1835 годах командовал тем же кораблем в том же море в составе практических эскадр.
18 июня 1836 года был исключён из служебного списка умершим.

## Семья
- Брат — Василий Иванович Немтинов 1-й, морской офицер, генерал-майор флота[7].
- Брат — Иван Иванович Немтинов 3-й, морской офицер, мичман, в 1810 году уволен от службы по «худой аттестации»[8].